# Liebster Immanuel, Herzog der Frommen
Liebster Immanuel, Herzog der Frommen (Bien-aimé Emmanuel, prince des croyants) (BWV 123), est une cantate religieuse de Johann Sebastian Bach composée à Leipzig en 1725 pour l'Épiphanie.
Le texte est d'Ahasverus Fritsch (premier et dernier mouvements), le reste est d'auteur inconnu.
Le thème du chœur est repris du psaume « Liebster Immanuel, Herzog der Frommen » de 1698. L'auteur en est inconnu mais la mélodie est semblable à la mélodie d'un psaume de Darmstadt.

## Histoire et livret
Bach écrivit cette cantate lors de sa deuxième année à Leipzig pour terminer un ensemble de cantates de Noël pour la fête de l’Épiphanie. Pour cette destination liturgique, deux  cantates ont franchi le seuil de la postérité : les BWV 123 et 248/6 (sixième cantate de l'Oratorio de Noël). Les lectures prescrites pour ce jour de fête étaient tirées d'Isaïe, les païens se convertiront 60 :1–6, et de Mat., les Rois mages apportant des cadeaux d'or, de myrrhe et d'encens à Jésus le nouveau-né, 2 :1–12. Le texte de la cantate est basé sur le choral en six strophes d'Ahasverus Fritsch (1679). Le poète inconnu a gardé les première et dernière strophes et a paraphrasé les strophes internes en autant de séquences de récitatifs et d'arias. Le texte n'a pas de référence spécifiques avec les lectures prescrites mais mentionne le mot nom de Jésus qui est une réminiscence du choix du nom de Jésus célébré le 1er janvier. Le poète insère « Heil und Licht » (salut et lumière) comme une possible référence à l'Épiphanie et fait allusion à Noël par les mots « Jesus, der ins Fleisch gekommen » (Jesus qui s'est fait chair). Par ailleurs, le texte de la cantate suit l'idée du choral : la haine et le rejet dans le monde ne peuvent me blesser car Jésus est avec moi. Bach dirigea la cantate pour la première fois le 6 janvier 1725.

## Structure et instrumentation
La cantate est écrite pour deux flûtes traversières, deux hautbois d'amour, deux violons, alto, basse continue, trois solistes (alto, ténor, basse) et chœur à quatre voix.
Il y a six mouvements :
1. chœur : Liebster Immanuel, Herzog der Frommen
2. récitatif (alto) : Die Himmelssüßigkeit, der Auserwählten Lust
3. aria (ténor) : Auch die harte Kreuzesreise
4. récitatif (basse) : Kein Höllenfeind kann mich verschlingen
5. aria (basse) : Laß, o Welt, mich aus Verachtung
6. choral : Drum fahrt nur immer hin, ihr Eitelkeiten

## Musique
Dans le chœur d'ouverture, Bach a recours au début de la mélodie du choral comme motif instrumental, d'abord dans une longue introduction, puis en contrepoint aux voix. La soprano chante le cantus firmus. Les voix plus graves sont disposées en homophonie à deux exceptions près. Le texte « Komme nur bald » (viens bientôt) est rendu par de nombreux appels des voix graves. Le texte du dernier vers est chanté d'abord par la basse sur la mélodie du premier vers qu'imitent l'alto et le ténor pour la soprano qui chante le texte de la mélodie du dernier vers, achevant ainsi la liaison entre le début et la fin du mouvement. Les instruments à vent prédominants, deux flûtes et deux hautbois d'amour ainsi que le tempo à 9/8, créent une ambiance pastorale. Albert Schweitzer disait de ce chœur que, grâce à lui, la cantate Liebster Immanuel « est une de celles que l'on ne peut oublier, tant les harmonies en sont simples et leur charme indéfinissable ».
L'aria du ténor, accompagnée par deux hautbois d'amour, parle de « harte Kreuzesreise » (rude voyage de la Croix), illustrée par une ritournelle chromatique de quatre mesures en constantes modulations. Christoph Wolff qualifie ce passage de « bizarre figures mélodiques chromatiques ». Quand la ritournelle réapparaît à la fin de la première section, le calme est revenu dans les mélodies avec le thème chromatique réservé au continuo, peut-être parce que le chanteur assure qu'il n'est pas effrayé. Dans la section centrale, les tempêtes sont jouées allegro dans un « exubérant passage des voix », s'apaisant en adagio sur « Heil und Licht » qui constitue la référence à l'Épiphany.
John Eliot Gardiner, qui a dirigé la cantate lors du pèlerinage des cantates de Bach dans l'Église Saint-Nicolas de Leipzig, distingue l'aria de la basse comme « une des cantates les plus solitaires que Bach ait jamais écrites ». La voix n'est accompagnée que d'une seule flûte et d'un « staccato » en continuo. Gardiner compare la flûte à « une sorte d'ange gardien ».
La cantate se termine par un inhabituel choral en quatre parties. L'Abgesang de la forme AAB est répété, cette répétition étant indiquée piano sur la partition. La raison en est probablement le texte, qui se termine par « bis man mich einsten legt ins Grab hinein » (jusqu'à ce qu'un jour, je sois déposé dans la tombe). Alfred Dürr relève pareilles douces conclusions dans les premières cantates Gottes Zeit ist die allerbeste Zeit, (BWV 106) et Gott, wie dein Name, so ist auch dein Ruhm, (BWV 171) mais aussi dans Also hat Gott die Welt geliebt, (BWV 68).